# Leopold Joseph Lamberg
Leopold Joseph Lamberg (ur. 13 maja 1653, zm. 28 czerwca 1706 w Wiedniu) – austriacki hrabia i dyplomata.
Był cesarskim szambelanem, kawalerem Orderu Złotego Runa. W latach 1700–1705  był austriackim ambasadorem przy Stolicy Apostolskiej.